# Sibynophis bivittatus
Espèce
Synonymes
- Polyodontophis bivittatus Boulenger, 1894

Statut de conservation UICN

 LC  : Préoccupation mineure
Sibynophis bivittatus  est une espèce de serpents de la famille des Colubridae.

## Répartition
Cette espèce est endémique des Philippines. Elle se rencontre sur les îles de Busuanga, de Culion et de Palawan.

## Description
L'holotype de Sibynophis bivittatus mesure 490 mm.

## Publication originale
- Boulenger, 1894 : On the Herpetological Fauna of Palawan and Balabac. Annals and Magazine of Natural History, sér. 6, vol. 14, p. 81-90 (texte intégral).